# 香西佳清
香西 佳清（こうざい よしきよ、天文22年（1553年） - 天正16年（1588年））は、戦国時代から安土桃山時代にかけての武将。讃岐国の国人。別名は宗可。「盲目の大将」と呼ばれた。

## 生涯
天文22年（1553年）、誕生。父は香西元成とも、元成の子・香西元載の子ともいわれる。香西氏は細川四天王の一家であったが、天文年間の三好氏の讃岐侵攻により三好実休、十河一存兄弟に従っていた。
永禄11年（1568年）、香西又五郎（元載）が備前児島の本太城を攻めるも、毛利氏の傘下にいた能島村上水軍の家臣・島吉利に敗れ戦死したため、その頃に家督を継いだと思われる。元亀元年（1570年）、野田・福島の戦いに三好三人衆方として参陣したおりに疱瘡に罹り、失明した。
佳清は三好方として転戦し、元亀2年（1571年）5月には、毛利氏の圧迫を受けていた浦上宗景の要請に応じ、三好家の重臣・篠原長房が阿波・讃岐の兵を率いて備前児島を攻めるとこれに参陣。元亀4年（1573年）、三好長治と十河存保が篠原長房を誅殺した上桜城の戦いにおいて主力となった讃岐勢として家臣の植松資久を派遣し、長房の子・篠原長重を討ち取った。
その一方で、寒川氏に迫り讃岐大内郡4郷を縁戚の安富氏に割譲させ三好氏の基盤を強化するなど強権をふるう三好長治に対し、天正2年（1574年）春、佳清は香川之景と連判で長治の実弟・十河存保に長治ら阿波勢を非難し離反を警告する申し入れを行った。これに対し同年10月、三好長治は讃岐に出兵し香西氏を攻めたが、大西氏・長尾氏・寒川氏ら主だった讃岐衆も香西氏・香川氏に加勢、また土佐国の長宗我部元親が三好方として参戦していた海部友光の不在の隙をつき阿波南部の海部城を包囲したため、長治は撤退。更に天正3年（1575年）に畿内において高屋城の戦いが起こり、河内国高屋城と摂津国新堀城が落城し、三好康長が織田信長に降伏した。これにより、三好氏は畿内の拠点を喪失し勢いが衰えてくると、天正4年（1576年）に香西佳清の使者として新居資教が、香川之景の使者として香川元春が織田信長に謁見し、香川氏と香西氏は揃って織田氏に従属した。
この頃、長宗我部氏を警戒し、新たに藤尾山に藤尾城を築き、勝賀城（佐料）から本拠を移した。ところがこれ以降、香西氏は内輪もめが続いた。天正6年（1578年）に妻との離縁により義父で香西氏に付いていた羽床資載が離反し、抗争に発展。 また、家督相続をめぐり、佳清の弟・千虎丸の相続を支持する同族の香西清長の子・清正が佳清派の新居資教、植松資正を成就院にて殺害し（成就院事件）、植松氏（往正、資久など）の報復により佳清派が優勢となると清長父子は備前国に退去させられた。
その間に長宗我部氏が台頭し、天正10年（1582年）には、長宗我部元親の子・香川親和を大将とする軍が佳清の居城・藤尾城に向けて大規模な侵攻を行った。この侵攻に対し、香西資淳・植松往正の奇襲で一時足止めに成功したものの、城下の伊勢馬場および西光寺表で敗れ落城寸前に追い込まれた。しかし、既に長宗我部に従い、親和の養父となっていた香川之景が仲裁に入ったため、佳清は長宗我部氏に臣従することを受け入れて降伏した。天正13年（1585年）に羽柴秀吉による四国攻めが始まると、長宗我部方として戦い、攻め手の小西行長隊に大砲による砲撃で応戦するなど奮闘したものの、敗れて下野したという。以後は宗可と号し、讃岐の国主となった仙石秀久や生駒親正から扶持を与えられて余生を過ごした。
天正16年（1588年）に死去。享年36。